# Peugeot Type 141, 147 e 150
Le Type 141, 147 e 150 erano tre autovetture di gran lusso prodotte tra il 1911 ed il 1914 dalla Casa automobilistica francese Peugeot.

## Profilo
Presentata nel 1911, la Type 141 si proponeva di andare a sostituire la Type 113, vice ammiraglia di gran lusso dietro all'esagerata Type 105. Era una vettura decisamente grande per l'epoca, con i suoi 4.68 m di lunghezza. Anche il passo di 3.33 m la diceva lunga sul livello di abitabilità e comfort interno. La Type 141 montava un motore a 4 cilindri da 6082 cm³ di cilindrata, in grado di spingere la vettura a 90 km/h di velocità massima. La Type 141 fu prodotta fino al 1913 in 51 esemplari.
La vettura che la sostituì fu lanciata l'anno dopo e fu denominata Type 147. Decisamente più grande, con i suoi 5 m di lunghezza, montava anche un propulsore più grande, da 7478 cm³ di cilindrata, che la poneva in diretta concorrenza con le Renault 40CV. Le prestazioni erano pressoché identiche a quelle della Type 141. La Type 147 fu prodotta solo nel 1914 in 45 esemplari. Nello stesso anno fu commercializzata anche una versione sportiveggiante della Type 147, denominata Type 150, la quale montava lo stesso motore da 7.5 litri della Type 147, ma era realizzata su un telaio a passo accorciato, che diminuiva le dimensioni del corpo vettura e di conseguenza il peso, andando ad influire positivamente sulle prestazioni e sul comportamento stradale. La Type 150 fu prodotta anch'essa solo nel 1914 in 49 esemplari.